# Guachichilen

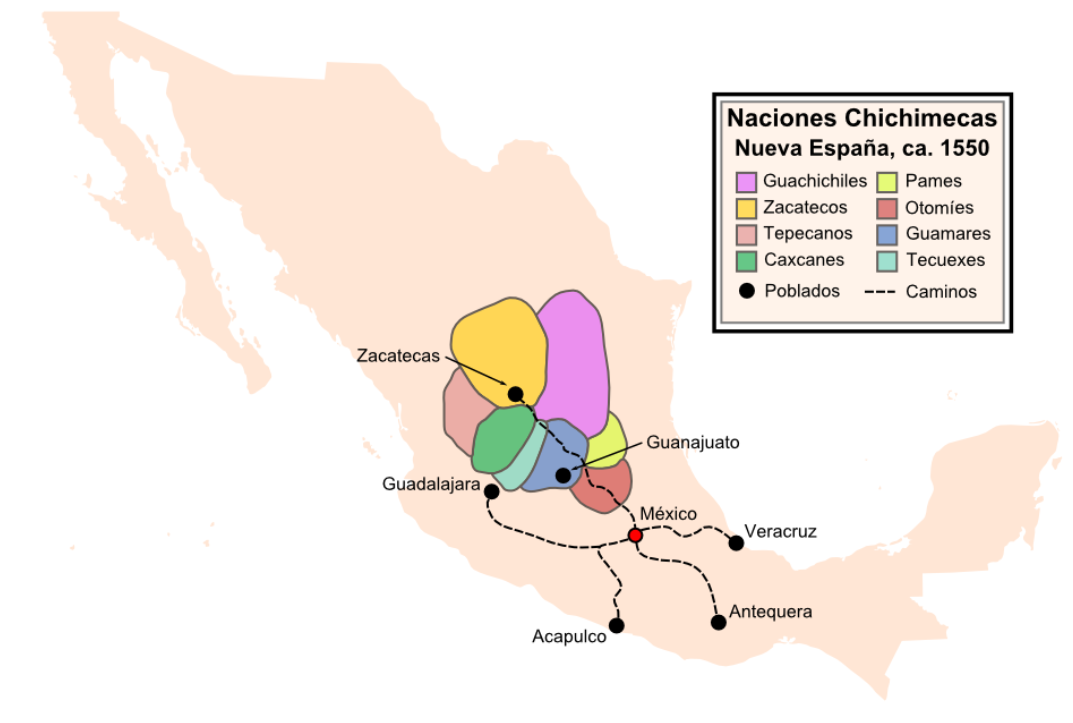
Siedlungsgebiete der Chichimeken

Die kriegerischen Guachichilen oder Huachichilen waren eine Untergruppe der Chichimeken im Hochland von Mexiko. Zu ihrem Stammesgebiet gehörten Teile der heutigen Bundesstaaten Zacatecas, San Luis Potosí und Jalisco.

## Stammesgruppen
Die verschiedenen nicht sesshaften Stammesgruppen (Negritos, Macolias, Samúes, Maticoyas, Alaquines, Capiojes, Machipaniquanes, Leemagues, Mascorros, Caisanes, Coyotes, Guanchenis, Guenacapiles, Alpañales, Pisones, Cauicuiles, Alacazauis, Guazancores und Chanales) der nicht staatlich organisierten Guachichilen durchstreiften die Gebiete ca. 200 bis 400 km nördlich des Hochtals von Mexiko.

## Geschichte
Die Guachichilen kamen erst in der zweiten Hälfte des 16. Jahrhunderts mit den spanischen Konquistadoren und Kolonisatoren in Kontakt. Wegen der zahlreichen, nicht enden wollenden Kämpfe siedelten die Spanier ihre indianischen Hilfstruppen (vor allem Tlaxcalteken) auf dem Gebiet der Guachichilen an (siehe Pinos (Zacatecas)).

## Kriegführung
Spanische Quellen berichten, dass die Guachichilen niemals dem Feind in offener Feldschlacht gegenübertraten, sondern eine bandenmäßige Guerilla-Taktik bevorzugten. Diese machte sie – trotz ihrer nur einfachen Waffen (Pfeil und Bogen, Lanzenstöcke, mit Obsidian- oder Steinsplittern gespickte Holzkeulen) – nur schwer berechen- und besiegbar. Beim Kampf färbten sie ihr Gesicht und ihre Haare rot. Häufig überfielen sie die in Richtung Mexiko-Stadt ziehenden Silbertransporte aus den Minen um Guanajuato, San Luis Potosí, Zacatecas und Fresnillo (siehe Camino Real de Tierra Adentro). In den Jahren zwischen 1550 und 1590 waren sie am sogenannten Chichimekenkrieg (Guerra Chichimeca) beteiligt. Erst seit der zweiten Hälfte des 17. Jahrhunderts wurde das Zusammenleben zwischen Spaniern und Guachichilen für beide Seiten erträglicher.

## Religion
Die Guachichilen kannten weder Kultbilder noch Altäre oder gar Tempel; sie schauten gen Himmel, beobachteten die Sterne und fürchteten Blitz und Donner. In der zweiten Hälfte des 16. Jahrhunderts errichteten die Franziskaner mehrere Missionsstationen und bekehrten die Guachichilen allmählich zum Christentum.

## Zitat
Der Franziskaner Juan Bautista de Mollinedo († 1628) schrieb folgende kurze Notiz:
„In den Bergen gegenüber dem Xaumave lebten die Indios der Chichimeken vom Stamm der Negrillos – wilde Individuen, die vollkommen nackt umherliefen und sich bei Nahrungsmangel und wegen der nur unzureichenden Nahrungsquellen gegenseitig verspeisten.“